# Yaroslavna Corona
Yaroslavna Corona is een corona op de planeet Venus. Yaroslavna Corona werd in 2003 genoemd naar Yaroslavna, echtgenote van de Russische prins Igor Svyatoslavich (12e eeuw) en werd oorspronkelijk Yaroslavna Patera genoemd.
De corona heeft een diameter van 112 kilometer en bevindt zich ten zuiden van inslagkrater Lena in het quadrangle Bereghinya Planitia (V-8).